# Outlaws
Outlaws (с англ. — «преступники») — американская группа, созданная в конце 1967 года в Тампе, Флорида и играющая южный рок. Её не следует путать с одноимённой группой из Великобритании, одной из первых групп Ричи Блэкмора.
В первый состав вошли гитарист-вокалист Хьюи Томассон, вокалист Херб Пино, барабанщик Дэвид Дикс, басист Филлип Ларс Хольмберг, гитаристы Хоби О’Брайен и Фрэнк Гаидри. Название Outlaws предложил Гаидри, он уже успел отыграть в группе с таким названием. Перед присоединением Гаидри, группа перепробовала названия The Rogues (с англ. — «негодяи»), then The Four Letter Words (с англ. — «Слова из четырёх букв»). В начале 1968 года О’Брайен и Хольмберг оба покинули группу, предпочтя музыке семейную жизнь, и место басиста занял Фрэнк О’Кифи. Позже в том же году, к группе присоединился Томми Ангарано, заменивший Херба Пино, и помимо своего вокала добавил звучание органа Hammond. Вскоре, он ушёл и место за микрофоном снова вернулось к Хербу. Весной 1968 года, первый менеджер группы Пол Ди отправил группу в нью-йоркскую студию Epic Studios для записи альбома, который так и не был выпущен. Из-за разногласий с менеджером, Гаидри покинул группу. Группа ни с чем вернулась в Тампу, и через некоторое время отправилась в студию Criteria Studios, расположенную Майами. Здесь они записали другой альбом с продюсером Филом Гернхардом. Но этот альбом также не был выпущен, а продюсер просто исчез. В то же время в качестве басиста к группе присоединился Ронни Эллиотт, а О’Кифи быстро переключился на гитару. Но, в 1969 году Эллиотт покинул группу и О’Кифи пришлось вернуться на бас, а Херб Пино помимо вокала взялся за гитару. Ещё до наступления следующей декады, группу покидает Дикс и ему на смену приходит Монте Йохо.
В начале 1970 года к Outlaws присоединились два участника Dave Graham Group, чьим менеджером также был Пол Ди, в проект The Dave Graham Group’s Union. Лидером Union был Монте Йохо, но он не был приглашён стать частью дальнейшего состава Outlaws. Состав Outlaws начала 1970 года включал Хьюи Томассона, Фрэнка О’Кифи, Дэйва Дикса, Билли Джонса и Дэйва Грэма. Грэм старался склонить группу к кантри-року, особенно к стилю группы Poco. Они записали кавер-версию песни The Doors «Five to One», но так её и не выпустили. Весной 1970 года группа была расформирована и пути Outlaws с Полом Ди разделились. Йохо и Пино вернулись, но в 1971 году предложений выступить стало приходить всё меньше и дальнейшая судьба коллектива была под вопросом.
В 1971 году певец-гитарис Генри Пол, родившийся в Нью-Йорке, но выросший в окрестностях Тампы, вернулся из Гринвич-Виллидж чтобы собрать Sienna, ориентирующихся на кантри-рок. Он присоединился к Монте Йохо и Фрэнку О’Кифи. В 1972 году Хьюи Томассон из короткого отпуска в Нью-Йорке, где он подыгрывал фолк-исполнителю Милтону Кэрроллу, и присоединился к Полу, Йохо и О’Кифи в Sienna, ставшую перерождёнными Outlaws.
В 1978 году Билли Джонс, иногда джемовавший с группой на органе в 1971 и 1972 годах, вернулся из Болдера, Колорадо и переключился на гитару, дав рождение первому известному гитарному трио группы, позже названному «Флоридская армия гитар» (The Florida Guitar Army). В 1973-74 годах О’Кифи временно покинул группу. Баззи Микинс и другой басист по имени Рик заменяли его до возвращения. В 1974 году Чарли Брюско стал менеджером группы. Алан Уолден (брат Фила Уолдена, основателя Capricorn Records) услышал о группе от фронтмена Lynyrd Skynyrd Ронни Ван Занта и решил присоединиться к Бруско в качестве соменеджера.
Группа стала первым коллективом, заключившим договор с Arista Records, по предложению их основателя Клайва Дэвиса. Дэвис присутствовал на концерте в 1974 году, во время «разогревающего» выступления перед Lynyrd Skynyrd в Колумбии, Южная Каролина. В конце выступления Lynyrd Skynyrd, их вокалист заявил со сцены: Если вы не подпишите контракт с Outlaws, вы наитупейший человек, которого я когда-либо встречал.
Наиболее известными песнями Outlaws являются «There Goes Another Love Song» и «Green Grass and High Tides», обе с одноимённого дебютного альбома 1975 года. Кавер версия кантри-хита «(Ghost) Riders in the Sky» из альбома Ghost Riders стала их самым большим чартовым успехом, достигнув 31 позиции в чарте Billboard Pop Singles.

## Дискография

### Студийные альбомы
- Outlaws (под названием The Outlaws, 1975)
- Lady in Waiting (1976)
- Hurry Sundown (1977)
- Playin’ to Win (1978)
- In the Eye of the Storm (1979)
- Ghost Riders (1980)
- Los Hombres Malo (1982)
- Soldiers of Fortune (1986)
- Diablo Canyon (1994)
- So Low (2000)
- Once an Outlaw (2007) (не издан)
- It’s About Pride (2012)
- Dixie Highway (2020)

### Концертные альбомы
- Bring It Back Alive (1978)
- Hittin’ the Road (1993)
- Extended Versions (2002)
- Live in Los Angeles 1976 (2015)
- Legacy Live (2016)
- The Hits Live! (2018)
- KnoxvIlle Girl (2019)
- Live at Rockpalast 1981 (2020)

### Сборники
- Greatest Hits of the Outlaws…High Tides Forever (1982)
- Best of the Outlaws: Green Grass and High Tides (1996)
- Super Hits (2009)

## Синглы, попавшие в Billboard Hot 100
1. There Goes Another Love Song (1975) — US #34

2. Breaker Breaker (1976) — US #94

3. Hurry Sundown (1977) — US #60

2. (Ghost) Riders in the Sky (1980) — US #31

### Официальные видео-релизы
- Outlaws Video LP — концерт — VHS (1983)

### Неофициальные видео-релизы
- OUTLAWS Live At The Summit, Houston, TX — DVD (1977)
- OUTLAWS Live At The Rockpalast, Loreley, Germany — DVD (08/29/1981)
- OUTLAWS Live At The Tower Theater, Philadelphia — DVD (07/09/1982)